# Hostouň (Domažlicei járás)
Hostouň település Csehországban, a Domažlicei járásban. Hostouň Srby, Poběžovice, Stráž, Vidice, Horšovský Týn, Mutěnín, Drahotín és Bělá nad Radbuzou településekkel határos. Lakosainak száma 1216 fő (2024. január 1.).

## Népesség
A település lakosságának változását az alábbi diagram mutatja:
| Lakosok száma | 3119 | 2956 | 2840 | 1401 | 1014 | 1246 | 1336 | 1325 | 1226 | 1216 |
|               | 1869 | 1890 | 1921 | 1950 | 1980 | 2001 | 2017 | 2019 | 2022 | 2024 |